# Isole Auckland
Le isole Auckland (in māori: Maungahuka, "monti innevati") sono un gruppo insulare dell'Oceano Pacifico che si trova circa 500 km a sud della Nuova Zelanda, cui appartengono politicamente. Insieme alle Isole degli Antipodi, Bounty, Campbell e Snares, le Isole Auckland sono state inserite nel 1998 nell'elenco dei Patrimoni dell'umanità dell'UNESCO, col nome unitario di Isole sub-antartiche della Nuova Zelanda.
L'arcipelago ha una superficie di 606 km² ed in passato è stato utilizzato come base per la caccia alle balene, mentre oggi è disabitato.

## Geografia
L'isola principale è l'Isola Auckland e dà il suo nome a tutto il gruppo di isole; essa si estende su di una superficie di 510 chilometri quadrati ed è lunga circa 42 chilometri. Ha una costa molto frastagliata ed un terreno tutt'altro che pianeggiante, con picchi che si innalzano oltre i 600 metri d'altezza. I picchi più alti sono Cavern Peak (650 m), Mount Raynal (635 m), Mount D'Urville (630 m), Mount Easton (610 m) e la Torre di Babele (550 m).
La parte meridionale dell'isola si allarga fino ad avere una larghezza di 26 chilometri. Qui uno stretto canale (conosciuto come Carnley Harbour o Adams Straits) separa l'isola Auckland dall'Isola Adams, un fazzoletto di terra di circa 100 chilometri quadrati, di forma simile ad un triangolo, ancora più montagnosa (il Mount Dick raggiunge i 660 metri d'altezza). Il canale è ciò che resta del cratere di un vulcano estinto, mentre l'isola Adams e la parte meridionale dell'isola Auckland formano quello che era il bordo del cratere.
Ci sono numerose altre isolette che fanno parte dell'arcipelago, alcune poco più che scogli; le maggiori sono Disappointment Island (che si trova 10 chilometri a nordovest dell'isola principale) e l'Isola Enderby (1 chilometro a nord dell'isola principale), ma entrambe non arrivano ai 5 chilometri quadrati.

## Storia
Con ogni probabilità le Isole Auckland sono state scoperte per la prima volta da popolazioni polinesiane, delle quali alcuni archeologi hanno trovato resti di insediamenti risalenti forse al XIII secolo, soprattutto sull'Isola Enderby. 
Il 18 agosto 1806 il cacciatore di balene Abraham Bristow riscoprì le isole, ormai disabitate, e le battezzò "Lord Auckland's" in onore dell'amico di suo padre, William Eden, primo barone di Auckland. L'anno successivo l'Impero britannico rivendicò il possesso dell'arcipelago. Gli esploratori Jules Dumont d'Urville e James Clark Ross visitarono le isole rispettivamente nel 1839 e nel 1840.
A metà del XIX secolo ci furono alcuni tentativi di fondare colonie sulle isole dell'arcipelago. Alcuni cacciatori di balene costruirono insediamenti temporanei, un piccolo gruppo di Maori immigrò dalle isole principali della Nuova Zelanda e Charles Enderby propose la fondazione di una comunità basata sull'agricoltura e sulla caccia alla balena. Questo insediamento, fondato nel 1850 a Port Ross, durò due soli anni.
Le coste rocciose delle isole si sono rivelate estremamente insidiose per un gran numero di imbarcazioni Nel 1864 naufragò la Grafton, nel 1865 la Invercauld, mentre nel 1866 si ebbe uno dei più famosi naufragi neozelandesi, quello della General Grant, che trasportava lingotti d'oro; l'anno successivo vennero recuperati 10 uomini che facevano parte dell'equipaggio e che erano riusciti a sopravvivere per tutto quel tempo sull'Isola Auckland, ma del carico non si trovò più traccia (anche perché tutt'oggi non si sa con esattezza dove la nave fece naufragio).
Dopo altri naufragi che costellarono tutta la parte finale del XIX secolo, nel 1907 si verificò un ulteriore episodio, quello del Dundonald, al largo di Disappointment Island. A causa dell'alta probabilità di naufragi nei dintorni di queste isole, quell'anno le autorità decisero di istituire un deposito di viveri e vettovaglie nella zona di Port Ross.
Fra il 1942 e il 1945 l'arcipelago ospitò una stazione meteorologica, come parte di un programma di sorveglianza delle coste condotto da scienziati volontari e conosciuto per ragioni di sicurezza come "The Cape Expedition". Nel 1947 il governo britannico trasferì la sovranità dell'arcipelago alla Nuova Zelanda

## Ecologia
Nel marzo del 2000 la Manaaki Wenhua Landcare Research, nell'ambito delle ricerche sulla biodiversità e sui processi dell'ecosistema, ha effettuato una spedizione sull'isola nei pressi di Port Ross all'estremità nord dell'arcipelago; tale spedizione ha suggerito che le varietà presenti di funghi sono molte più che sulle Isole Campbell, ed in particolare per gli ascomiceti presenti nel ciclo di decomposizione del legno si tratta di varietà più numerose che nel resto dei territori della Nuova Zelanda.
Lo stesso Manaaki Wenhua Landcare Research presenta online un erbario dei funghi delle Isole Auckland che contiene ben 104 specie diverse. È prevista una nuova spedizione per le Isole Auckland da parte degli Enti di ricerca ambientale neozelandesi, per continuare lo studio sulla biodiversità di funghi e muffe nella zona delle isole sub-antartiche dell'Oceania.